# Ingemar Raukola
Ingemar Raukola, född 15 november 1976 i Övertorneå, Sverige, är en svensk skådespelare  från Tornedalen verksam i Sverige och Finland. Han är utbildad vid teaterhögskolan i Luleå och teaterhögskolan i Helsingfors. 2008 spelade han kriminalinspektör Stefan Remu i SVT-serien Höök. Han har i flera säsonger spelat Fieteri i SVT:s barnprogram med samma namn. Han har arbetat på bland annat Norrbottensteatern, Unga teatern, Estrad norr, Lule stassteater, Lilla teatern och Tornedalsteatern. 2012 och 2013 medverkar han i Svenska Teaterns uppsättning av Kristina från Duvemåla. Han är bror till skådespelaren Anton Raukola. Nu och de senaste åren har han arbetat som skådespelare vid Åbo Svenska Teater.

## Filmografi
- 2008 – Höök (TV-serie), Stefan Remu
- 2008 – Låt den rätte komma in, Vaktmästaren
- 2006 Studio Impossible (TV-serie, Finland), Anders
- 2004 – 6 Points, Sjuksystern
- 2004 – Sagan om Skade, Oden
- 2003 – Misa mi, Jägare 2
- 2003 – Emma & Daniel - Mötet, Polis
- 2001 – Isko-Matti och kärleken, Isko-Matti